# Brígida de Suecia
Brígida Birgersdotter (sueco: Birgitta Birgersdotter) conocida como Santa Brígida de Suecia (Heliga Birgitta av Sverige) (Skederid, actual municipio de Norrtälje, Uppland, Suecia,  1303-Roma, 23 de julio de 1373), fue una religiosa católica, mística, escritora y teóloga sueca. Fue declarada santa por la Iglesia católica en 1391; es considerada además la santa patrona de Suecia, una de los patronos de Europa y de las viudas. Fue la fundadora de la Orden del Santísimo Salvador, vigente en la actualidad. 

## Biografía
Santa Brígida nació alrededor de 1303, según una muy antigua tradición, en la finca de Finsta, al oeste de la ciudad de Norrtälje, en la provincia de Uppland. Finsta era el domicilio de la familia Finsta, y perteneció durante un tiempo (aunque no cuando nació Brígida) a su padre, Birger Persson. Su madre fue Ingeborg Bengtsdotter, y fue la segunda esposa de su padre. Éste era juez de Uppland, y su abuelo paterno, su abuelo materno y su hermano también ejercieron esa profesión. Su esposo fue también juez, y tuvo un hijo que ejerció la misma actividad. 
Su abuelo materno era primo de Magnus Ladulás, de modo que Brígida tenía parentesco con la familia real sueca. Por medio de sus padres y de su esposo alternó en los círculos políticos más influyentes de la Suecia medieval. 
Cuando Brígida tenía unos 3 años murió su madre. Su padre se consideró incapaz para darle una educación como la que merecía una niña de su condición social, por lo que la envió a casa de su cuñada Catarina Bengtsdotter en Aspanäs, junto al lago Sommen, en Östergötland.
Se cuenta que desde niña Brígida tuvo visiones. Una vez vio a la Virgen María colocarle una corona en su cabeza. En otra ocasión vio ante ella a Jesucristo torturado y muerto en la cruz. Estas dos visiones, la profunda devoción a María y las meditaciones sobre el sufrimiento de Cristo, marcaron toda la vida de Brígida.

## Trayectoria
Cuando Brígida tenía alrededor de 15 años, fue dada en matrimonio, contra su voluntad, a Ulf Gudmarsson. Fue madre de ocho hijos, entre ellos, Catalina de Suecia.
Se la relacionaba con Santa Catalina de Siena  pero nada tienen que ver en cuanto a parentesco familiar, pues Catalina nació en Siena el 25 de marzo de 1347, y era hija de Jacob o Benincasa y Lapa, su mujer, pero sí se la cree una persona muy cercana a Santa Brígida cuando esta se instaló en Roma en 1350.
Su esposo era alto oficial de la corte y le ayudaró tanto en la gestión de sus bienes como en aspectos legislativos. Ella también tuvo su papel en la Corte como dama de honor de la Reina. La devoción de Brígida influyó también en su marido. Entre otros viajes, los esposos realizaron peregrinaciones a Nídaros (actual Trondheim) y a Santiago de Compostela. En el camino a España, en la ciudad francesa de Arras, Ulf cayó enfermo. Cuando se temía lo peor, el santo francés San Dionisio se apareció ante Brígida y le prometió que su marido no moriría en esa ocasión.
De regreso a Suecia, Brígida y Ulf se establecieron junto al convento de Alvastra, donde Ulf murió en 1344 aproximadamente. Entonces Brígida repartió sus bienes entre sus herederos y los pobres, para ella vivir de manera sencilla en las inmediaciones del convento de Alvastra. En ese tiempo aumentó el número de visiones, que representaron, hasta la partida a Roma, la mayor parte de las apariciones que tuvo Brígida. En las apariciones, Brígida recibió la misión de llevar mensajes tanto a políticos como a líderes religiosos. También tuvo diálogos con santos y muertos. Promulgó la paz y escribió  a los príncipes para que se pusiera fin a la Guerra de los Cien años, entre Francia e Inglaterra. 
Brígida viajó a Roma en el año 1350 con el propósito de tomar parte en la celebración del jubileo de 1350, y para obtener el permiso del papa de fundar una nueva orden religiosa. Los problemas con los que se enfrentó Brígida eran que el papa residía entonces en Aviñón, y que la Iglesia había prohibido el establecimiento de más órdenes. La ausencia del pontífice no desanimó a Brígida, pues sabía, debido a una visión que había tenido, que ella vería al papa y al emperador al encontrarse en Roma. Allí residió primero cerca de la basílica de San Lorenzo in Damaso. Fue testigo del decaimiento espiritual de la ciudad tras la partida del papa. Durante su estancia en la ciudad, le  escribió cartas, en las que le suplicaba que regresara a Roma, y se dedicó a visitar las iglesias que contenían tumbas de santos. En la iglesia de San Lorenzo in Panisperna, en la colina del Viminal, pidió a los transeúntes limosnas para los necesitados. También aprovechó para viajar en peregrinación a santuarios de Asís, Nápoles y el sur de Italia.
En 1368, el papa Urbano V regresó a Roma y el 21 de octubre se entrevistó con el emperador Carlos IV. Entonces pudo Brígida entregar las reglas de su orden al papa, quien se encargaría de examinarlas. Las reglas fueron aceptadas con varias revisiones y fuertes cambios con los que probablemente Brígida no estuvo nada de acuerdo. Además el papa tomó la decisión de dejar Italia nuevamente por motivos de seguridad, situación con la que Brígida tampoco estuvo conforme. Ella profetizó que el papa recibiría un fuerte golpe de Dios, y a los dos meses de haber regresado a Aviñón, Urbano murió.

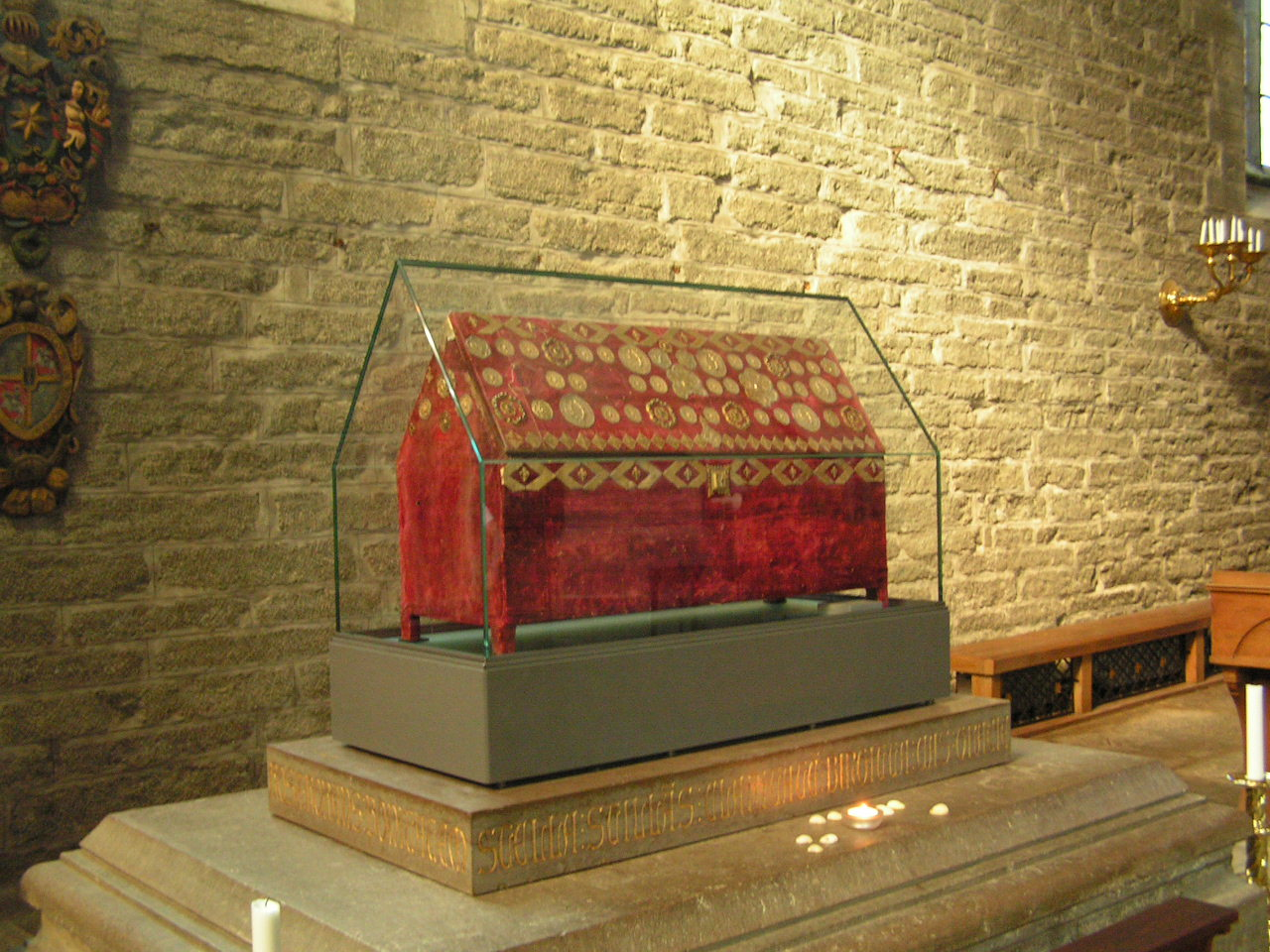
Los restos de santa Brígida, Vadstena, Suecia.

Nada más ser proclamado Gregorio XI en 1371, le auguró una muerte prematura si permanecía lejos de Roma. También se quejó amargamente de la mundanidad del papado, contraponiéndola a la humildad de Pedro. Llegó a escribir a Gregorio que «en esa curia reinan la arrogancia, insaciable codicia y lujuria execrable. Es el más profundo abismo de una horrible simonía».
En 1371, cuando contaba con unos 68 años, Brígida hizo un viaje a Tierra Santa, con un itinerario que pasaba por Nápoles y Chipre. En Nápoles murió su hijo Carlos Ulvsson, lo que le produjo a Brígida grandes preocupaciones. Tuvo entonces otra aparición, que le garantizó el perdón divino a su hijo gracias a las oraciones y lágrimas de su madre.
Cuando regresó a Roma en el verano de 1373, una enfermedad la debilitó, y finalmente murió en la actual Plaza Farnese. De acuerdo a su propia voluntad, sus restos mortales fueron trasladados a Suecia, específicamente al convento de Vadstena después de haber sido enterrados en la iglesia romana de San Lorenzo in Panisperna. En 1377, por orden del obispo de Jaén Alfonso Pecha de Vadaterra, amigo y confesor de Brígida, salió a la luz la primera edición de sus Apariciones celestiales. En 1378 se llevó a cabo otra aprobación sobre las reglas de la orden religiosa de Brígida, y en 1384 se consagró el convento de Vadstena, lugar donde se encuentran sus restos. 

## Reconocimientos
El proceso de canonización de Brígida comenzó en 1377 y culminó en 1391 por Bonifacio IX. En 1999 fue elevada, junto con Santa Catalina de Siena y Santa Teresa Benedicta de la Cruz, a ser copatrona de Europa.
La orden de Santa Brígida perdura hasta nuestros días con el nombre de La Orden del Santo Salvador (Ordo Sancti Salvatoris), llamada comúnmente Orden Brigidina. 
El edificio donde la santa vivió en Roma, la Casa di Santa Brigida, contiene un templo, un convento y un albergue.
La "gruta de las oraciones" (construida en el siglo XX) se halla siempre abierta a visitantes. Según la tradición, allí se apareció Santa Brígida por vez primera. En las cercanías de Finsta se halla la iglesia de Skederid (del siglo XIII), el templo de la infancia de Brígida.

## Ediciones críticas de sus obras
- Sancta Birgitta. Revelaciones Lib. I. Ed. por C.-G. Undhagen. Stockholm 1978.
- Sancta Birgitta. Revelaciones Lib. II. Ed. por C.-G. Undhagen† and B. Bergh. Stockholm 2001.
- Sancta Birgitta. Revelaciones Lib. III. Ed. por A.-M. Jönsson. Stockholm 1998.
- Sancta Birgitta. Revelaciones Lib. IV. Ed. por H. Aili. Stockholm 1992.
- Sancta Birgitta. Revelaciones Lib. V. Ed. por B. Bergh. Uppsala 1971.
- Sancta Birgitta. Revelaciones Lib. VI. Ed. por B. Bergh. Stockholm 1991.
- Sancta Birgitta. Revelaciones Lib. VII. Ed. por B. Bergh. Uppsala 1967.
- Sancta Birgitta. Revelaciones Lib. VIII. Ed. por H. Aili. Stockholm 2002.
- Sancta Birgitta. Revelaciones extravagantes Ed. por L. Hollman. Uppsala 1956.
- Sancta Birgitta. Opera minora Vol. I. Regula Salvatoris Ed. por S. Eklund. Stockholm 1975.
- Sancta Birgitta. Opera minora Vol. II. Sermo angelicus Ed. por S. Eklund. Uppsala 1972.
- Sancta Birgitta. Opera minora Vol. III. Quattuor oraciones Ed. por S. Eklund. Stockholm 1991.

## Cronología
- 1303 - Nacimiento de Brígida.
- 1309 - El papa se establece en Aviñón.
- 1314 - Muere la madre de Brígida, Ingeborg Bengtsdotter. Brígida se muda a casa de su tía Catarina Bengtsdotter, en la localidad de Aspanäs.
- 1316 - Brígida se casa con Ulf Gudmarsson.
- 1319 - Magnus Eriksson, de 3 años de edad, es elegido rey de Suecia.
- 1320 - Brígida recibe siete fincas en la provincia de Småland al repartirse los bienes de su madre.
- 1321 - Birger Persson, padre de Brígida, viaja en peregrinación a Santiago de Compostela, Aviñón y Roma.
- 1322 - Crisis en el gobierno de la regencia.
- 1326 - Muere Birger Persson, padre de Brígida
- 1332 - Magnus Eriksson entra a gobernar como nuevo rey.
- 1335 - El rey Magnus II se casa con Blanca de Namur. Brígida se convierte en consejera de la reina y su esposo Ulf en consejero del reino.
- 1337 - Estalla la guerra de los cien años entre Inglaterra y Francia.
- 1339 - Brígida y Ulf viajan en peregrinación a Nídaros (Trondheim).
- 1341-1342 - Brígida y Ulf viajan a Santiago de Compostela.
- 1342 - Brígida y Ulf establecen su residencia en las inmediaciones del convento de Alvastra.
- 1346 - El rey Magnus y la reina Blanca deciden donar la finca de Vadstena a la iglesia para construir ahí un convento.
- 1347 - Los reyes legan en su testamento una fuerte suma para la construcción del convento de Vadstena.
- 1347 - Muere Ulf Gudmarsson, esposo de Brígida.
- 1348 - Brígida intenta negociar la paz en la guerra de los cien años y persuade al papa de viajar a Roma.
- 1349 - Brígida viaja a Roma.
- aprox. 1353 - Brígida viaja en peregrinación a Asís.
- aprox. 1354 - Brígida se muda a una casa en la plaza Farnese de Roma.
- década de 1360 - Brígida peregrina a Italia del sur y vive un tiempo en Nápoles, donde conoce al obispo de Jaén Alfonso Pecha de Vadaterra.
- 1368 - El papa Urbano V se entrevista con el emperador Carlos IV en Roma, cumpliéndose la profecía de Brígida.
- 1370 - El papa Urbano V aprueba las reglas de la orden religiosa de Brígida, con grandes modificaciones.
- 1371 - Brígida viaja a Nápoles (25 de noviembre).
- 1372 - Brígida se integra a una peregrinación a Tierra Santa (14 de marzo). Se detiene en Chipre. En agosto llega a Belén, donde tiene una visión del nacimiento de Jesús. En septiembre se embarca hacia Nápoles, donde llega en diciembre.
- 1373 - Brígida regresa a Roma. Escribe sus últimas cartas al papa de Aviñón pidiéndole regresar a Roma. Brígida muere el 23 de julio. Sus restos son transportados a Suecia por medio de dos de sus hijos.
- 1374 - Los restos de Brígida son sepultados en Vadstena el 4 de julio. El arzobispo Birger Gregersson lleva a cabo la compilación de los primeros milagros de Brígida.
- 1376 - El obispo Nils Hermansson hace una nueva compilación de milagros.
- 1377 - Se llevan a cabo en Roma las primeras acciones sobre la canonización de Brígida. El obispo Alfonso Pecha publica la primera edición de las Apariciones celestiales de Brígida. El papa Gregorio XI regresa la sede papal de Aviñón a Roma.
- 1378 - Se fijan las reglas de la orden religiosa de Brígida.
- 1379 - Se abre el proceso de canonización. El papa nombra a cuatro cardenales para las indagaciones.
- 1384 - Se consagra el convento de Vadstena.
- 1391 - Se canoniza a Brígida el 7 de octubre.
- 1396 - Se denomina a Brígida santa patrona de Suecia.
- 1430 - Es consagrado el templo del convento de Vadstena.
- 1492 - Se imprime en Lübeck la primera edición completa en latín de las Apariciones celestiales por orden del convento de Vadstena.
- 1999 - Santa Brígida es proclamada por el papa Juan Pablo II como una de las tres copatronas de Europa.

## Veneración / Conmemoración
- Es venerada en la Iglesia católica, y conmemorada en la Iglesia luterana[4] y en la Iglesia anglicana.